# Deventer
Deventer là một đô thị ở tỉnh Overijssel phía đông Hà Lan. Phần lớn diện tích Deventer nằm bên bờ phía đông của sông IJssel, nhưng cũng có một phần nhỏ lãnh thổ của mình trên bờ phía tây. Trong năm 2005, đô thị của Bathmen (dân số 5.000 người) được sáp nhập với Deventer.